# دورمرسهایم
دورمرسهایم (به آلمانی: Durmersheim) یک شهر در آلمان است که در Rastatt واقع شده‌است. دورمرسهایم ۱۲٬۱۴۸ نفر جمعیت دارد.